# Laatzen
Laatzen est une ville située dans le Land de Basse-Saxe, dans le district de Hanovre, en Allemagne.

## Personnalités liées à la ville
- Peter Wessel Tordenskiold (1690-1720), amiral mort à Gleidingen.
- Karl von Reden (1821-1890), homme politique né à Gleidingen.
- Gustav Berlin (1878-1955), homme politique né à Laatzen.
- Georg Diederichs (1900-1983), homme politique mort à Laatzen.
- Gerhard Schulenburg (1926-2013), arbitre de football né et mort à Laatzen.
- Marcel Halstenberg (né en 1991), footballeur né à Laatzen.